# Ломаев, Иван Дмитриевич
Иван Дмитриевич Лома́ев (род. 21 января 1999, Гурьевск, Кемеровская область) — российский футболист, вратарь.

## Клубная карьера
Воспитанник СДЮСШОР «Кемерово». Обучение продолжил в академии «Чертаново». С 2016 по 2020 год играл за «Чертаново» во втором и первом дивизионах России, провёл более 70 матчей. В сезоне 2017/18 со своим клубом победил в западной зоне первенства ПФЛ.
Летом 2020 года в составе группы из 8 футболистов «Чертаново» перешёл в клуб «Крылья Советов», выступавший в ФНЛ. 21 апреля 2021 вышел в стартовом составе в матче 1/2 финала Кубка России против «Ахмата», завершившемся со счетом 0:0 (4:1 в серии пенальти), однако перед серией пенальти был заменён.
6 апреля 2022 прервал результативную серию пенальти игрока «Ростова» Дмитрия Полоза.
25 июня 2025 года покинул «Крылья Советов».

## Карьера в сборных
Выступал за юниорские сборные России. В 2019 году сыграл один матч за молодёжную сборную России против Норвегии (5:1). Весной 2021 года в составе молодёжной сборной участвовал в первой части финального турнира первенства Европы среди 21-летних, однако во всех матчах оставался в запасе.
7 сентября 2022 включён в расширенный список сборной России, а 15 сентября вызван на учебно-тренировочный сбор сборной России и товарищеский матч со сборной Кыргызстана.

## Достижения
Крылья Советов
- Финалист Кубка России: 2020/21
- Победитель первенства ФНЛ: 2020/21

Чертаново:
- Победитель первенства ПФЛ: 2017/18 (зона «Запад»)

## Клубная статистика
| Выступление      | Выступление      | Выступление      | Лига | Лига | Кубки | Кубки | Итого | Итого |
| Клуб             | Лига             | Сезон            | Игры | Голы | Игры  | Голы  | Игры  | Голы  |
| ---------------- | ---------------- | ---------------- | ---- | ---- | ----- | ----- | ----- | ----- |
| Чертаново        | ПФЛ              | 2015/16          | 1    | -1   | —     | —     | 1     | -1    |
| Чертаново        | ПФЛ              | 2016/17          | 15   | -19  | —     | —     | 15    | -19   |
| Чертаново        | ПФЛ              | 2017/18          | 20   | -10  | 1     | -2    | 21    | -12   |
| Чертаново        | ФНЛ              | 2018/19          | 28   | -38  | 1     | 0     | 29    | -38   |
| Чертаново        | ФНЛ              | 2019/20          | 8    | -7   | 1     | -1    | 9     | -8    |
| Чертаново        | Итого            | Итого            | 72   | -75  | 3     | -3    | 75    | -78   |
| Крылья Советов   | ФНЛ              | 2020/21          | 16   | -9   | 4     | -3    | 20    | -12   |
| Крылья Советов   | РПЛ              | 2021/22          | 28   | -34  | 0     | 0     | 28    | -34   |
| Крылья Советов   | РПЛ              | 2022/23          | 22   | -35  | 6     | -6    | 28    | -41   |
| Крылья Советов   | РПЛ              | 2023/24          | 7    | -10  | 3     | -5    | 10    | -15   |
| Крылья Советов   | Итого            | Итого            | 73   | -88  | 13    | -14   | 86    | -102  |
| Всего за карьеру | Всего за карьеру | Всего за карьеру | 145  | -163 | 16    | -17   | 161   | -180  |